# Antanifotsy (distrikt)
Antanifotsy är ett distrikt i Madagaskar.   Det ligger i regionen Vakinankaratraregionen, i den centrala delen av landet, 90 km söder om huvudstaden Antananarivo.